# Trichosanthes truncata
Trichosanthes truncata är en gurkväxtart som beskrevs av Charles Baron Clarke. Trichosanthes truncata ingår i släktet Trichosanthes och familjen gurkväxter. Inga underarter finns listade i Catalogue of Life.